# Lluís Companys i Jover

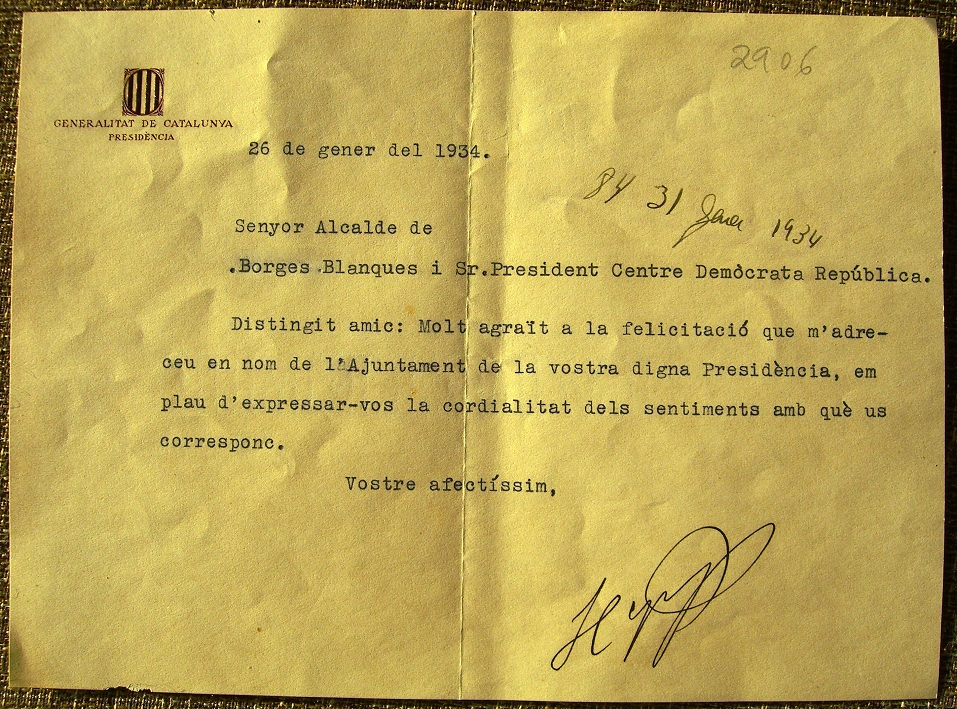
Signatura de Lluís Companys i Jover

|  | Aquest article tracta sobre el president de la Generalitat de Catalunya. Si cerqueu el seu fill Lluïset, vegeu «Lluís Companys i Micó». |

Lluís Companys i Jover   (el Tarròs, 21 de juny de 1882 - Castell de Montjuïc, 15 d'octubre de 1940) fou un polític català d'ideologia catalanista i republicana. Primer president del Parlament de Catalunya (1932-1933), ministre del Govern Espanyol (segon semestre del 1933), president de la Generalitat de Catalunya republicana (1934 i 1936-1940) durant la Segona República Espanyola i president d'ERC (1933-1934). És l'únic president de govern elegit democràticament que va morir executat a mans de l'estat espanyol.

## Biografia

### Joventut i formació
Nascut el 21 de juny de 1882, al Tarròs, en una família pagesa amb arrels nobiliàries, va ser el segon germà de vuit. El seu pare era Josep Companys i Granyó, un terratinent il·lustrat i d'idees liberals, i la seva mare era Maria Lluïsa de Jover i Fontanet, pubilla i única hereva de la baronia de Jover. Quan la mare va morir, cap dels seus fills va voler heretar el títol nobiliari.
Passa els primers anys al seu poble compartint jocs amb els fills dels pagesos que treballaven per al seu pare, entre els quals Salvador Seguí, a qui retrobarà més tard a Barcelona. Als nou anys va ingressar al Liceu Poliglot de Barcelona, on va estudiar el batxillerat. Més endavant va ingressar a la universitat per a estudiar la carrera de notariat, però quan va ser suprimida va estudiar dret a la Universitat de Barcelona, on coneixeria Francesc Layret. Ja atret per la política, l'any 1900 va fundar a la universitat l'Associació Escolar Republicana amb Francesc Layret i Foix, Humbert Torres i Barberà, Josep Maria Espanya i Sirat, entre d'altres. Segons testimonis contemporanis, l'Associació Escolar Republicana publicà La Defensa Escolar, en la qual Companys hauria escrit les seves primeres col·laboracions periodístiques, si bé no s'ha trobat cap exemplar d'aquest setmanari. També va ser militant de Joventut de la Unió Republicana de Salmerón.
Companys estava influït per les idees republicanes, catalanistes i socials, en el marc sociopolític de la crisi de la Restauració borbònica i optà per la participació en la vida política del país. Després dels Fets del ¡Cu-Cut!, el 1906 va participar en la creació de Solidaritat Catalana, seguint Layret i Salmerón. Quan aquest moviment es va disgregar, Companys s'adherí a la Unió Federal Nacionalista Republicana i va arribar a ser el president de la secció política el 1910.
El 1909 va ser detingut i empresonat, per primera vegada a la seva vida, arran de la repressió posterior a la Setmana Tràgica.
Es va casar amb Mercè Micó el 16 d'octubre de 1910 a l'església de la Concepció (Barcelona).
Paral·lelament a l'activitat professional d'advocat laboralista de sindicalistes, col·laborà en diaris republicans com L'Aurora i anys més tard en La Barricada, del qual el 1912 va esdevenir redactor en cap. Va entrar a formar part del Partido Reformista de Melquiades Álvarez i va escriure amb Josep Zulueta, Laureà Miró i Trepat i Eusebi Corominas en l'òrgan del partit, La Publicidad, on va entrar com a reporter entre 1904 i 1905.

### Primers càrrecs polítics
El Partido Reformista va perdre les eleccions municipals del 1913, es va produir la crisi del reformisme i Companys va deixar La Publicidad. Va tenir una breu militància al Bloc Republicà Autonomista col·laborant com a redactor dels quatre números de La Barricada, òrgan de difusió del partit, on va conèixer Andreu Nin i Marcel·lí Domingo.
Després dels mals resultats del Bloc a les eleccions generals espanyoles de 1916 en les quals Marcel·lí Domingo va ser l'únic diputat del Bloc, alguns dels seus creadors com Francesc Layret, Marcel·lí Domingo i Josep Mestres decideixen constituir el Partit Republicà Català (PRC), l'abril del 1917, un projecte al qual es va sumar Companys. En aquest període col·laborava amb la publicació La Lucha, nascuda en l'òrbita del Bloc Republicà Autonomista i que va continuar vinculada al PRC. Companys va ocupar el càrrec de redactor en cap i responsable de la informació política.

#### Regidor de Barcelona. Primer mandat
El novembre de 1917 es varen convocar eleccions municipals. Per assegurar un triomf de les esquerres, es va formar una gran coalició on s'incorporen, fins i tot, els lerrouxistes del Partit Republicà Radical. Es volia comptar amb una fortalesa política per a exigir l'indult dels socialistes Besteiro, Saborit, Anguiano i Largo Caballero, condemnats a cadena perpètua el 29 de setembre de 1917 i empresonats a Cartagena. Companys va ser l'únic candidat del Partit Republicà Català que va aconseguir l'acta de regidor de l'Ajuntament de Barcelona pel districte V –el Raval–, amb el Partit Republicà Radical al capdavant del govern municipal. Companys es va autoexcloure de la coalició per evitar ser identificat amb els lerrouxistes i va constituir una minoria unipersonal. Amb tot, va formar part de la comissió de govern, amb funcions relacionades amb sanitat i beneficència. Des d'aquesta posició, Companys va proposar i gestionar l'acollida de milers de nens francesos refugiats de la Primera Guerra Mundial. També es va encarregar de la reconstrucció d'alguns pobles francesos, un projecte amb un important pressupost i que el partit del govern va aprofitar per desviar fons cap a un enriquiment personal d'amagat de Companys.
Va dirigir el setmanari d'esquerres L'Avenir des d'octubre de 1920 quan Francesc Layret el va fundar a Sabadell. Va escriure nombrosos articles, sovint relacionats amb la seva activitat a les Corts. També va col·laborar al setmanari Federal i al diari de la delegació local d'Esquerra Republicana de Catalunya El Poble, ambdós editats a Sabadell.
El 1919, la Mancomunitat de Catalunya va preparar un projecte d'estatut d'Autonomia de Catalunya, al qual Companys donava suport. Tanmateix, les tensions dels sectors obrers, que desemboquen en la vaga de la Canadenca, varen provocar una crisi generalitzada a l'estat i les opcions d'aprovació de l'estatut es van esvair. La intermediació de Salvador Seguí va permetre un acord entre els treballadors i la patronal, al qual es van oposar les autoritats militars a Catalunya. Companys, amic de Seguí, va proposar a l'alcalde de Barcelona, Manuel Morales i Pareja, que s'adrecés formalment al govern espanyol per tal que «obligués els patrons a complir el que havien pactat». L'ajuntament no va fer-ne cas i Companys va acusar els membres del govern municipal d'esquirols, fet que li va suposar la detenció fins a final de la vaga.
La implicació de Companys a favor dels obrers el va situar en el punt de mira del governador civil Severiano Martínez Anido, que va ordenar la seva detenció el 20 de novembre del 1920 juntament amb altres sindicalistes, com Salvador Seguí i Martí Barrera, fins a un total de trenta-sis persones. Deportat Companys al castell de la Mola (Maó), quan Francesc Layret es disposava a assumir-ne la defensa com a advocat, aquest fou assassinat per un pistoler a sou dels Sindicats Lliures.

#### Diputat per Sabadell
Companys es va presentar a les eleccions generals espanyoles de 1920 per Sabadell, en representació del Partit Republicà Català, per optar a l'escó de l'assassinat Francesc Layret, substitució que confirma la confluència política entre obrerisme i republicanisme. Tot i que la seva detenció li va impedir d'intervenir en la campanya electoral, va guanyar l'escó de diputat al Congrés de Madrid i va ser alliberat. D'aquesta manera, el 19 de desembre de 1920 aconseguí l'acta de diputat amb el 45% dels vots, davant de Manuel Folguera i Duran (38,9%) i Enric Turull i Comadran (13,5%). Hom justifica aquests resultats perquè es presentava com a continuador de Francesc Layret, tot i la desmobilització dels sectors populars i l'absència de Companys en la campanya electoral. L'escó de diputat l'obligà a abandonar el càrrec de regidor de l'Ajuntament de Barcelona.

##### Creació de la Unió de Rabassaires
La implicació de Companys amb el món obrer anarcosindicalista abans de 1920 incorporant aquest sector a la causa republicana, es va orientar cap al sindicalisme camperol que estava fragmentat per àmbits locals. Les conferències i mítings que va fer per tot Catalunya a favor de Solidaritat Catalana el 1906, el suport al candidat Laureà Miró al Baix Llobregat el 1907 i la campanya per les eleccions generals de 1919 a favor de Francesc Layret li van proporcionar un contacte directe amb la pagesia de Sabadell, d'on era diputat des de 1920, però també a tot el Vallès, on havia guanyat a la majoria de municipis, al Penedès, al Bages i al Maresme.
Les organitzacions sindicals existents tenien exclusivament caràcter local i no eren capaces de sumar forces en les seves reivindicacions. La Comissió de Rabassaires de la comarca de Sabadell li va proposar que continués amb la tasca iniciada per Layret. Des de la seva posició de diputat contacta amb altres agraristes espanyols, com el regeneracionista i escriptor castellà Julio Senador Gómez, amb el diputat Santiago Alba Bonifaz de Castella la Vella, o Basílio Alvarez de Galícia. També donava suport a un parell de projectes de llei de reforma agrària de Filiberto Villalobos del Partido Reformista i d'Ángel Ossorio y Gallardo del Partit Social Popular.
Pel novembre del 1920 fou detingut, juntament amb Salvador Seguí i Rubinat, Martí Barrera i Maresma, Josep Viadiu i altres sindicalistes, i fou deportat a la Mola de Maó. Quan el seu company i amic Francesc Layret es disposava a assumir-ne la defensa, fou assassinat. En les eleccions legislatives del desembre del 1920, Companys fou elegit diputat per Sabadell en representació del Partit Republicà Català (escó que havia ocupat Layret), i hagué d'ésser posat en llibertat.
A partir del 1921, Companys es va dedicar de ple a l'organització de la futura Unió de Rabassaires, començant per demanar al sector que fessin propostes concretes sobre els projectes de llei presentats a Madrid. També els demanà una major coordinació a través d'una assemblea provincial de societat rabassaires, organitzada per la delegació sabadellenca.
La Federació de Rabassers de Catalunya, amb seu a Martorell, es convertí en l'eix de la Unió de Rabassaires que va fer la seva assemblea constituent el 6 d'agost de 1922 a Barcelona. Companys va refusar la presidència d'honor i, juntament amb Fèlix Duran Cañameres, Pere Estartús Eras i Amadeu Aragay i Daví, constituïren la direcció efectiva del sindicat amb Jaume Martrat, de Martorell com a primer president de la Unió. La resta del comitè el van formar Joan Torras, d'Ullastrell; Josep Ricart, de Sant Pere de Ribes; Astra Janer, de Sabadell; Josep Raventós, de Sant Sadurní; Josep Buil, de Piera; Pere Cartró, de Vilafranca i Joan Bonastre, de Masquefa.
El 15 d'octubre de 1922, Lluís Companys passà a dirigir el setmanari La Terra. Revista Popular Agrària, que era l'òrgan de la Unió. Amadeu Aragay i Daví, persona molt vinculada a la seva trajectòria política, fou el principal responsable de la comissió organitzadora del primer congrés dels treballadors del camp de Catalunya, que tingué lloc el 15 de gener de 1923 i que aplegà 3.000 pagesos. Aquell mateix any s'inicià a la lògia Llibertat.

#### Dictadura de Primo de Rivera
A les eleccions generals de 1923, el Partit Republicà Català aconseguí tres escons, amb Lluís Companys com a líder. Les Corts varen ser dissoltes amb el cop d'Estat de Primo de Rivera.
Durant la dictadura de Primo de Rivera, Companys es concentrà en l'activitat d'advocat assessor de la Unió de Rabassaires i, des de 1928, formà part dels comitès dels partits catalans que dirigiren l'oposició política. La seva vinculació política i personal amb la ciutat de Sabadell era tan forta que finalment es va fer construir en aquesta població vallesana una casa d'estiueig en el que havia de ser la ciutat jardí de Can Rull, l'any 1928. Entre 1928 i 1929, s'implicà en la conspiració per derrocar la dictadura de l'expresident del Govern espanyol, Sánchez Guerra, que fou un rotund fracàs i que li representà un nou empresonament. L'octubre del 1930 fou de nou empresonat per denunciar el maltractament a Macià, exiliat per la dictadura.
Pel març del 1931 participà en la Conferència d'Esquerres, a partir de la qual es formà Esquerra Republicana de Catalunya.

### Activitat durant la República

#### Eleccions municipals de 1931

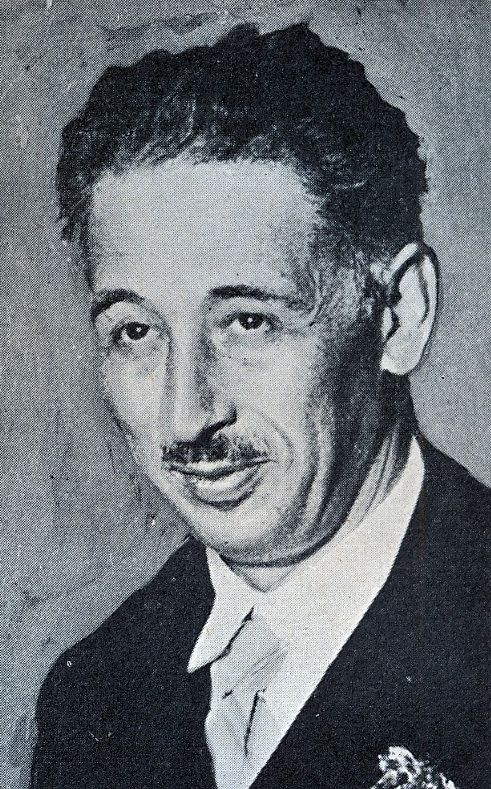
Companys

Elegit el 12 d'abril de 1931 regidor de l'Ajuntament de Barcelona per Esquerra Republicana de Catalunya, va entrar a l'Ajuntament el 14 d'abril acompanyat d'Amadeu Aragay, Lluhí i Vallescà i d'altres. Deposà l'alcalde accidental Antoni Martínez i Domingo, prengué possessió i des del balcó proclamà la república a Catalunya. Va ser nomenat provisionalment governador civil de Barcelona.
A les eleccions generals espanyoles de 1931, el 28 de juny va ser elegit diputat a Corts Constituents de la Segona República per la província de Barcelona. El setembre del 1931, intervingué activament en les discussions del projecte de constitució de la Segona República Espanyola.L'octubre del 1931, votà a favor del vot femení. Al gener del 1932 va esdevenir vicepresident de l'Assemblea de la Generalitat i president provisional, en substitució de Jaume Carner. El 20 novembre del 1932 fou elegit diputat al Parlament de Catalunya, i fou el primer president del Parlament.
De juny a novembre del 1933, fou ministre de Marina amb el govern Azaña, un cop hagué dimitit de president del Parlament de Catalunya.
A les eleccions legislatives del novembre del 1933 va ser elegit diputat per la ciutat de Barcelona.

#### President de la Generalitat de Catalunya
El 25 de desembre de 1933, va morir sobtadament Francesc Macià i Llussà, president de la Generalitat de Catalunya. L'endemà, segons fixava l'Estatut Interior de Catalunya, el va substituir interinament el president del Parlament, Joan Casanovas, qui va confirmar en els seus càrrecs als membres del govern i va prorrogar la llei de pressupost de 1933 per al primer trimestre del 1934.
El 31 de desembre, Companys va ser proposat per succeir el president Macià i l'1 de gener de 1934 va ser elegit en votació extraordinària del Parlament, per 56 vots a favor i 6 en blanc -un d'ells, el seu-,amb l'abstenció de la Lliga Regionalista. El 3 de gener de 1934, Companys formà el seu primer govern. A diferència dels darrers governs, formats exclusivament per polítics d'ERC, va incorporar Joan Selves del PNRE, Martí Esteve d'ACR i Joan Comorera de la USC.
El primer període, fins a l'octubre del 1934, va tenir una alta intensitat legislativa. Es va aprovar la Llei Municipal de Catalunya, la de Creació del Consell de Cultura de la Generalitat, la Llei de Mutualitats, la del Patrimoni històric, artístic i científic, la Llei del Servei de Biblioteques, Arxius i Museus i la d'Habilitació i majoria d'edat. L'11 d'abril de 1934 va promulgar la Llei de Contractes de Conreu, que tindria un paper destacat en l'evolució de la seva trajectòria política. En el sector de l'agricultura també es va crear el Servei de Ramaderia i Veterinària de la Generalitat.

#### Fets d'octubre
Durant l'any 1934, impulsà la polèmica Llei de contractes de conreu, que l'enfrontà amb els grans propietaris i amb el Govern espanyol. El 6 d'octubre del 1934 protagonitzà una revolta contra la legalitat republicana arran de l'entrada al govern de la República de la Confederación Española de Derechas Autónomas (CEDA) i proclamà l'Estat Català dins de la República Federal Espanyola des del balcó del Palau de la Generalitat.
| «                                             | Catalans! Les forces monàrquiques i feixistes que d'un temps ençà pretenien trair la República, han aconseguit el seu objectiu i han assaltat el Poder. En aquesta hora solemne, en nom del Poble i del Parlament, el Govern que presideixo assumeix totes les facultats del Poder a Catalunya, proclamo l'Estat Català de la República Federal Espanyola, i en restablir i fortificar la relació amb els dirigents de la protesta general contra el feixisme, els invita a establir a Catalunya el Govern Provisional de la República, que trobarà en el nostre poble català el més generós impuls de fraternitat en el comú anhel d'edificar una República Federal lliure i magnífica. Catalans! L'hora és greu i gloriosa. L'esperit del president Macià, restaurador de la Generalitat, ens acompanya. Cadascú al seu lloc i Catalunya i la República al cor de tots. Visca Catalunya! Visca la República! Visca la llibertat! | » |
| — Lluís Companys i Jover, 6 d'octubre de 1934 | |   |

El Govern català fou detingut en ple per tropes dirigides pel comandant en cap de la quarta divisió orgànica, el general Batet. Lluís Companys seria empresonat amb tot el seu govern i l'Estatut d'Autonomia de Catalunya de 1932 fou suspès. Companys fou empresonat primer al vaixell Uruguay, fondejat al port de Barcelona, i després traslladat a Madrid, on fou jutjat pel Tribunal de Garanties Constitucionals i condemnat, amb tot el Govern català, a trenta anys de reclusió major. L'abril del 1935, fou visitat a la Presó Model pel diputat Jaume Mestres, Francisco Gómez-Hidalgo, Salvador Gruxent, Antoni Costa, Jaume Tolosa, Joan Voltà, Emília López, Joan Moles, Elionor Oriola Carré, entre d'altres, representants d'Esquerra Republicana de Catalunya, la Unió Socialista de Catalunya, l'Ateneu Politècnic de Barcelona i el Partit Comunista Català.
Posteriorment, fou traslladat al penal del Puerto de Santa María (Cadis). Aquests fets coincidiren amb la vaga general revolucionària convocada a tot Espanya i amb la insurrecció asturiana propulsada per la UGT i la CNT a Astúries. Romangueren detinguts i empresonats fins a la victòria electoral del Front Popular a les eleccions de febrer del 1936.

#### Guerra Civil

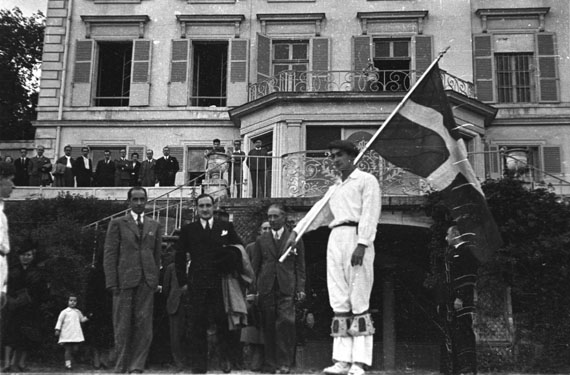
El lehendakari del Govern Basc, Jose Antonio Agirre Lekube, i el President de la Generalitat de Catalunya, Lluís Companys i Jover, a Barcelona. Autor: Jesus Elosegi Irazusta. (16 d'octubre del 1938).

Companys havia previst i organitzat la resistència contra la revolta militar del 18 de juliol, mitjançant mesures com el nomenament del capità Frederic Escofet com a comissari General d'Ordre Públic de Catalunya. Durant tota la guerra va presidir la Generalitat, però no el Consell Executiu o Govern, que entre el setembre de 1936 i el maig de 1937 presidí Josep Tarradellas i Joan, com a conseller Primer. Va tractar de mantenir la unitat entre els partits i sindicats que li donaven suport, tot i que n'exclogué el catalanisme radical representat per Estat Català. Tanmateix, aquesta unitat va ser molt difícil. Per una banda, hi havia les tensions entre comunistes i socialistes agrupats en el Partit Socialista Unificat de Catalunya (PSUC) i anarquistes de la Confederació Nacional del Treball (CNT), aquests últims amb el suport dels trotskistes del POUM. Per una altra banda, Estat Català i alguns membres d'ERC volien treure la CNT-FAI de les posicions de govern i declarar la independència de Catalunya. Van arribar a conspirar contra la vida de Companys al complot de novembre de 1936.
El costat humà de Lluís Companys el mostra el fet que, desbordat per la gran quantitat d'assassinats que es van produir a la rereguarda els dies posteriors al fallit cop d'estat, decidís deixar partir del port de Barcelona en vaixells estrangers unes cinc mil persones sospitoses de poca simpatia amb el règim republicà, la seguretat de les quals no podia garantir. Un dels que se'n van beneficiar va ser Ramón de Colubí que, anys després, seria el seu advocat defensor al consell de guerra.
A partir d'octubre del 1937 es van succeir els seus enfrontaments amb el Govern republicà del doctor Juan Negrín, instal·lat a Barcelona. L'abril del 1938, després de l'ocupació de Lleida, va escriure una amarga carta al president del Govern espanyol queixant-se de les arbitrarietats que estava cometent i de la marginació que sofria el Govern català.

### Exili i mort
El 23 de gener del 1939, quan les forces franquistes estaven a punt d'entrar a Barcelona, Companys va fugir amb altres membres del Govern cap al nord del país, passant primer per Sant Hilari Sacalm, després per Darnius i finalment fent cap a Agullana, al mas Perxés, el 30 de gener de 1939. En aquest mas també s'hi instal·laren el lehendakari José Antonio Aguirre i altres membres del Govern basc, així com un contingent de mossos d'esquadra dirigit per Frederic Escofet. En aquest mateix municipi, en altres masos i en altres edificis del poble, s'hi acabaren instal·lant, també, el president de la República espanyola, Juan Negrín (a can Bech de Baix), l'Estat Major de l'exèrcit espanyol i l'ambaixada de l'URSS. Al mas Perxés també acabaren coincidint un important nombre de personalitats de la cultura catalana i familiars, evacuats de diverses poblacions i que hi arribaren amb un Bibliobús del Departament de Cultura. Entre aquests intel·lectuals hi havia els sabadellencs Armand Obiols, Joan Oliver, Francesc Trabal i Pau Vila. Després d'uns bombardejos de l'aviació franquista a la zona, el 5 de febrer de 1939 tots aquests refugiats significats dels governs de la República catalana i espanyola van acabar travessant la frontera pel Coll de Lli fins a arribar a Les Illes, ja en terres franceses. Companys es va exiliar a Perpinyà i després es va traslladar a París per treballar en la representació de la Generalitat en l'exili (Consell Nacional de Catalunya). Va acabar a La Baule-les-Pins (Bretanya), on es va quedar malgrat el perill que corria, per no perdre el contacte amb el seu fill Lluís “Lluïset” Companys i Micó (1911-1956), que tenia una greu malaltia mental. Aquest fill, juntament amb una filla, Maria de l'Alba Companys i Micó, havia estat fruit del seu matrimoni amb Mercè Micó, de la qual es va divorciar per casar-se amb Carme Ballester, la seva segona i última esposa.
El 13 d'agost de 1940 va ser detingut –juntament amb el seu nebot Francesc Ballester– a La Baule-les-Pins per la Gestapo, per ordre de les autoritats espanyoles amb col·laboració de membres de l'ambaixada espanyola a França. Segons l'historiador Josep Benet, Companys no va ser detingut per la Gestapo sinó per la policia militar alemanya, és a dir, la Wehrmacht. Pedro Urraca Rendueles va ser present a l'operació de detenció del president Lluís Companys a Ar Baol-Skoubleg, a la Bretanya, li feu el primer interrogatori a la presó de la Santé de París i el custodià fins a Madrid.
Sigui com vulgui, Companys fou portat primer a Madrid, on se li van obrir diligències per "ser el president de la Generalitat, ministre de la República i responsable dels fets realitzats a Catalunya". Després de diversos interrogatoris, el 3 d'octubre va ser traslladat al Castell de Montjuïc a Barcelona per fer-li un consell de guerra sumaríssim sense garanties processals i, com s'ha demostrat posteriorment, de forma il·legal. El consell de guerra va comptar amb el jutge instructor Ramón Puig de Ramón, el fiscal Enrique de Querol Duran, i l'advocat defensor militar Ramón de Colubí, un jove que, tot i no aconseguir la seva exculpació, va empatitzar amb Companys. L'any 2015 es va descobrir que l'avi de Companys (Ramon Maria de Jover i de Viala) era cosí germà de l'àvia de Colubí (Maria de l'Assumpció de Viala i Masalles). Una relació familiar que probablement ni ells mateixos coneixien.
El 14 d'octubre del 1940 va ser condemnat a mort i l'endemà, 15 d'octubre, va ser afusellat a dos quarts de set de la matinada, al fossar de Santa Eulàlia del castell de Montjuïc. Tenia 58 anys. L'últim que va cridar va ser "Per Catalunya!".
Des de l'entrada de les tropes feixistes a Barcelona, el 26 de gener del 1939 fins al dia del seu afusellament, la repressió franquista a Catalunya havia executat 2.760 persones, en judicis sumaríssims sense cap mena de garanties processals, amb execucions directes o per falses acusacions.
Posteriorment, Alemanya i França van demanar perdó per haver col·laborat en la detenció i deportació de Lluís Companys, mentre que la justícia espanyola es nega a declarar nul el seu judici. El juny del 2013 Esquerra Republicana de Catalunya es va querellar a l'Argentina contra l'Estat espanyol per demanar l'anul·lació del judici.

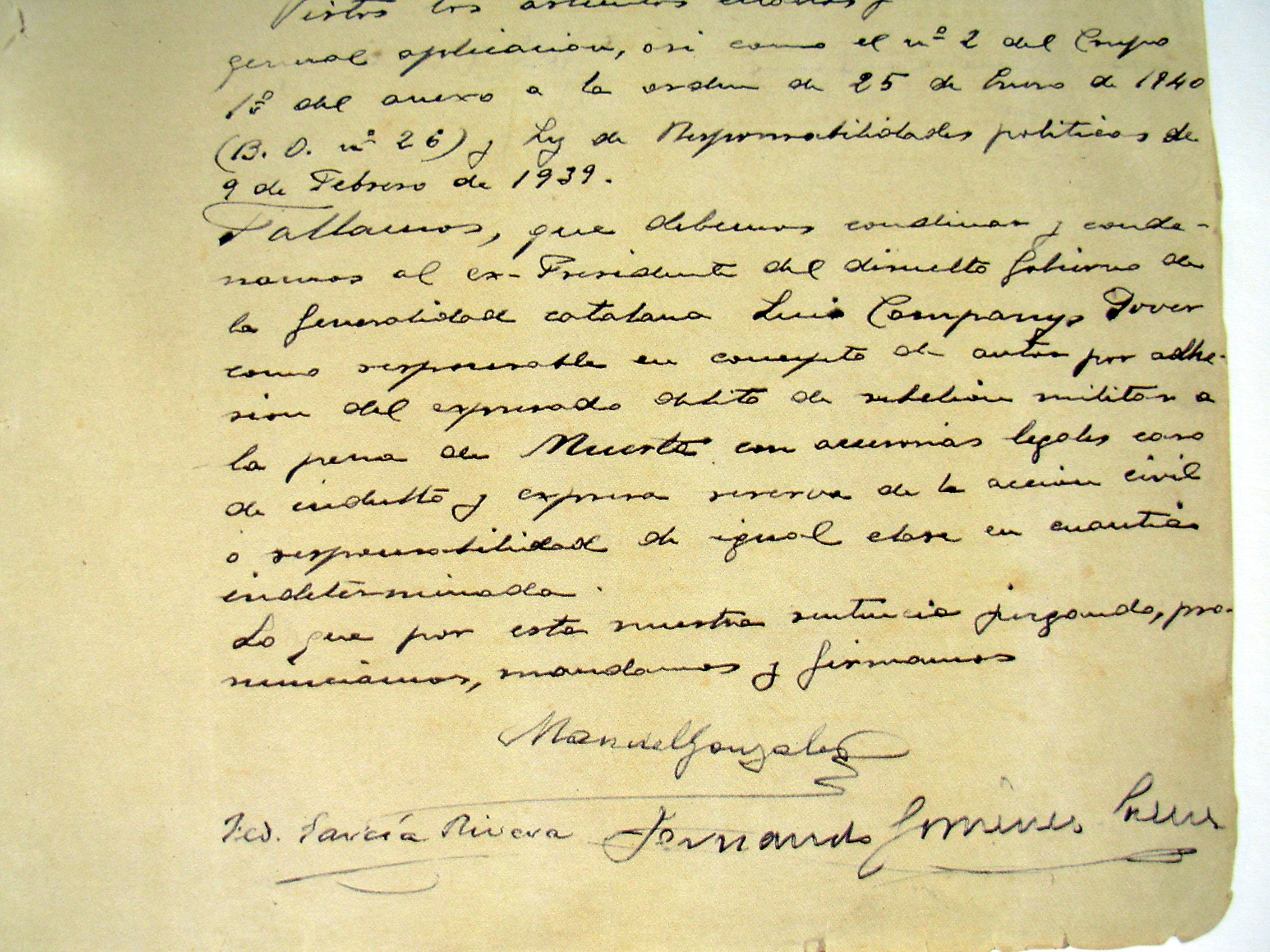
Sumari manuscrit amb la sentència de mort
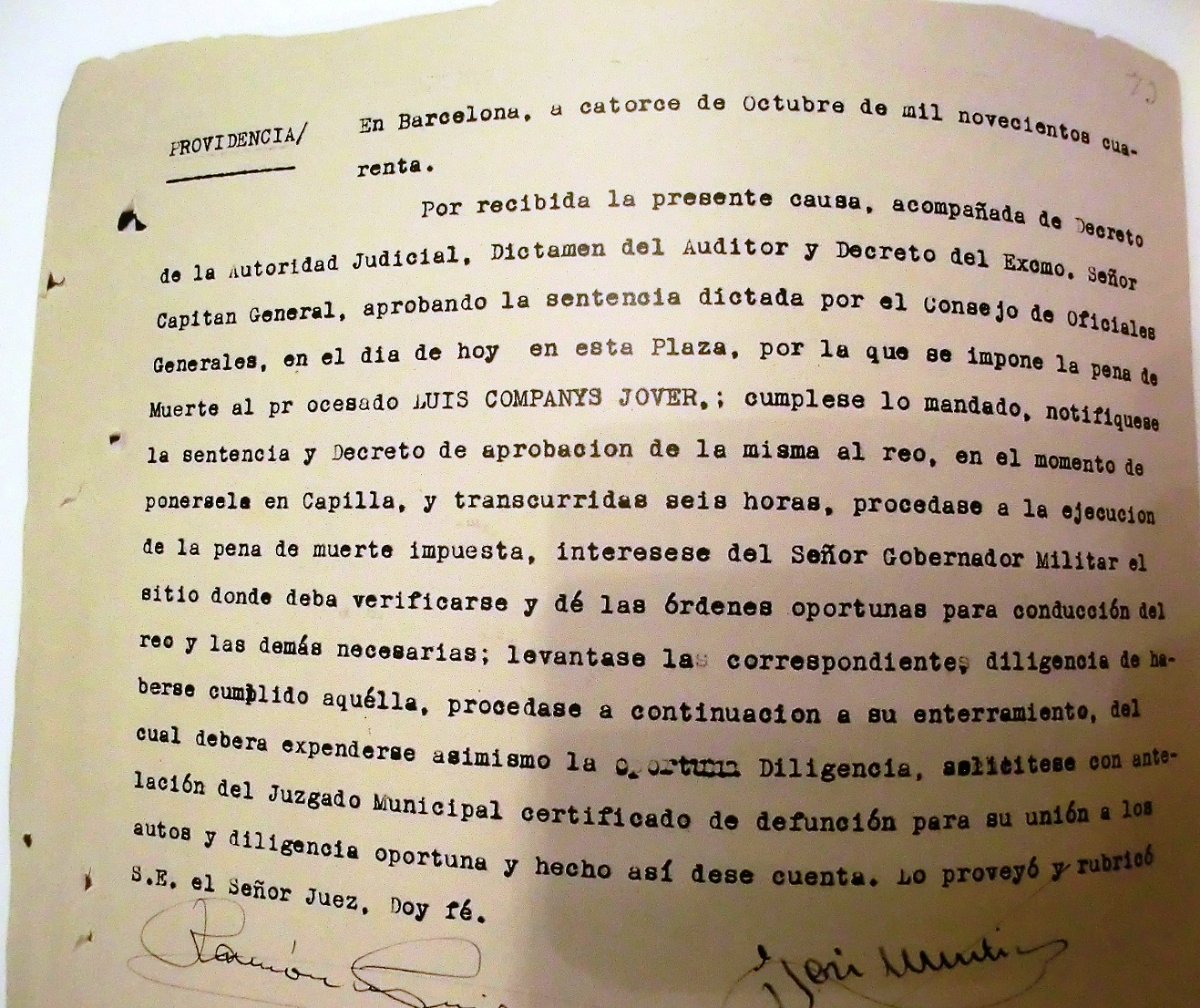
Sentència d'execució
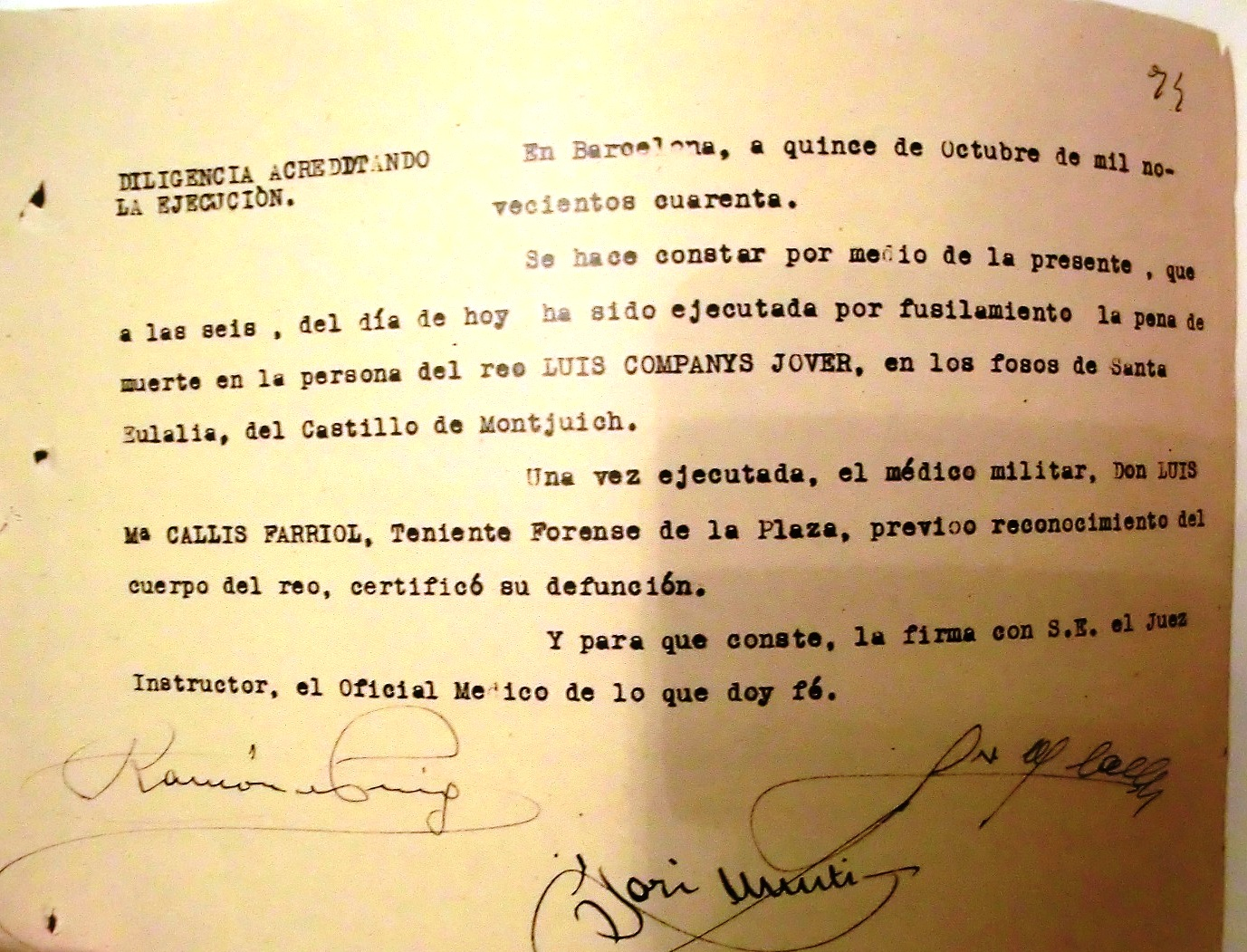
Certificat d'execució
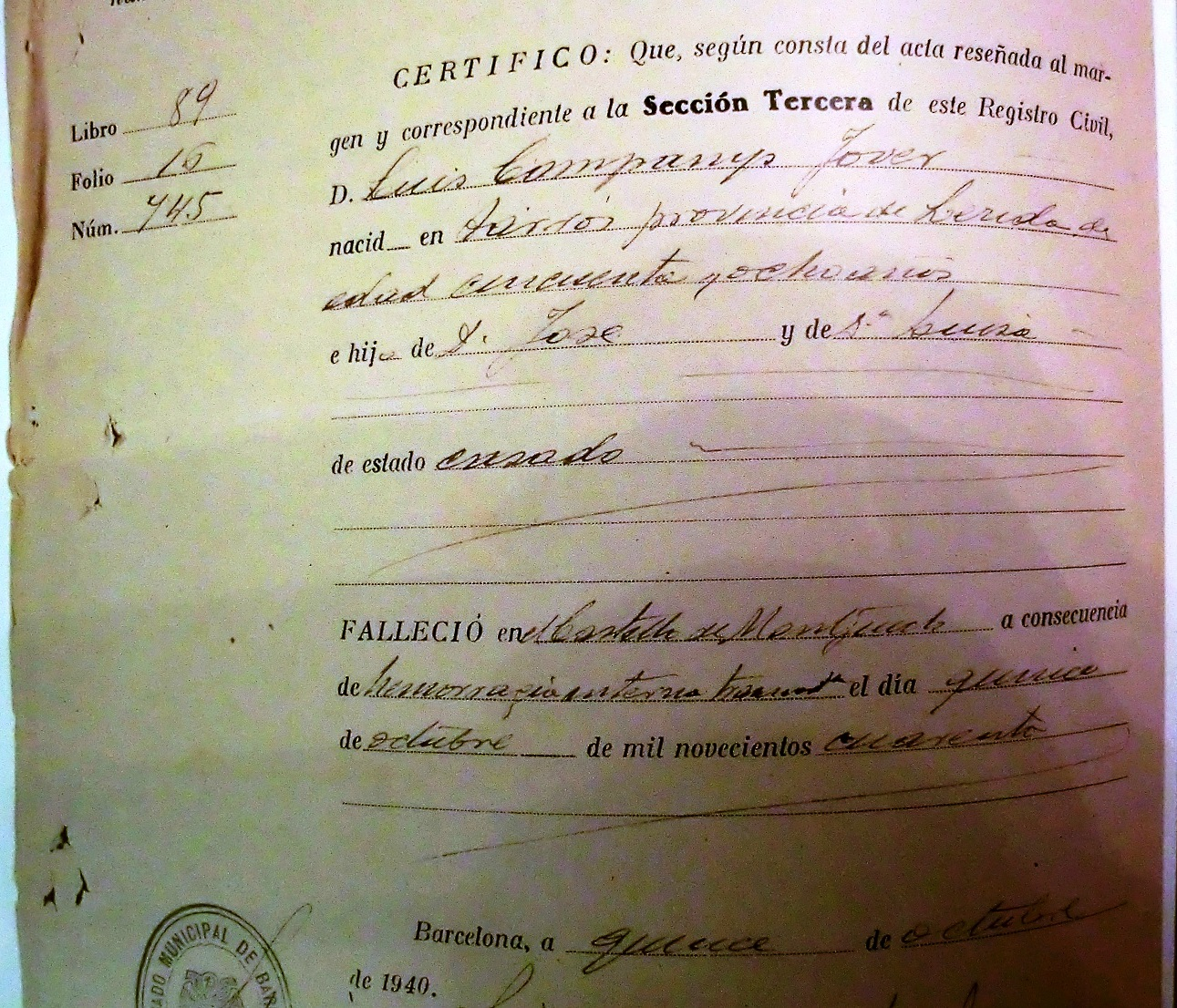
Certificat de defunció

#### A Catalunya, dos presidents afusellats
L'esclat de la Guerra Civil significaria que, en molt pocs anys de diferència, a Catalunya es viuria la més que traumàtica situació de veure com el bàndol franquista afusellava, l'octubre de 1940, la seva màxima autoritat política, el president de la Generalitat de Catalunya, Lluís Companys; i una de les majors personalitats esportives, per no dir la que més, el president del FC Barcelona i diputat a les Corts Republicanes per Esquerra Republicana de Catalunya, Josep Suñol i Garriga, el 6 d'agost del 1936 en una emboscada a la serra de Guadarrama per representar les seves respectives entitats, així com els idearis que se'n derivaven.
Moltes dècades més tard, amb la restauració de la democràcia, els seus noms anirien lligats, cada un, als dos estadis de futbol amb més capacitat de Catalunya, l'Estadi Olímpic Lluís Companys, amb aquesta denominació des el 31 de març del 2001, i, d'altra banda, la Llotja president Suñol del Camp Nou, amb aquesta nomenclatura a partir del 9 de maig del 2015, en el si de la celebració de l'Any Suñol 2015.
El 14 d'agost de 2021 es publicà al rotatiu alemany Neues Deutschland sota el títol "El dret a la veritat continua sent simbòlic", una entrevista amb l'advocat i historiador català Josep Cruanyes on parlà sobre l'esborrany del Projecte de llei de memòria democràtica presentat pel govern espanyol aquell any. En aquesta entrevista Cruañes explicà que a diferència de l'estat espanyol, Alemanya va pagar una pensió a Carme Ballester, segona esposa de Companys, durant els últims anys de la seva vida, en compensació per haver entregat el 13 d'agost de 1940 el seu marit, el president Lluís Companys, a les autoritats espanyoles que el van assassinar.
El 30 de juliol de 2024, l'Estat espanyol reconegué que el president de la Generalitat Lluís Companys va ser condemnat per tribunals "il·legals i il·legítims" i declarà la nul·litat de les sentències i resolucions judicials dictades contra ell durant la Guerra Civil Espanyola o la dictadura per raons polítiques, ideològiques, de consciència i creença religiosa. L'anunci d'aquest reconeixement anà a càrrec de la llavors portaveu del Govern de Catalunya, Patrícia Plaja, i explicà que el govern espanyol reconeixia que Companys va ser condemnat per haver tingut càrrecs de responsabilitat durant la dècada dels anys 30 del segle passat, especialment per ser president de la Generalitat durant la Segona República i fundador d'ERC. Amb el reconeixement també s'anul·là la sentència sumaríssima que va acabar amb el seu afusellament el 15 d'octubre del 1940 al fossar del castell de Montjuïc.
La declaració, reconeixement i reparació del president Companys fou emesa pel Ministeri de Política Territorial i Memòria Democràtica, que considerà que Companys tenia dret al reconeixement i a obtenir la reparació moral i la recuperació de la seva memòria personal, familiar i col·lectiva. Així, el Departament de Justícia, Drets i Memòria Democràtica considerà "nul el consell de guerra i les sentències emeses per aquest o altres tribunals en contra del president per motius vinculats a la militància":
| « | Companys va ser condemnat per haver estat advocat dels sindicats únics i de la CNT, per haver organitzat la Unió de Rabassaires, per haver estat fundador d'Esquerra Republicana, per haver proclamat la República el 14 d'abril del 1931, i per càrrecs públics exercits durant la Segona República, concretament, per haver ocupat la presidència de la Generalitat. El president té dret al seu reconeixement i a obtenir la reparació moral i recuperació de la memòria personal, familiar i col·lectiva. | » |
| — | |   |

## Homenatges

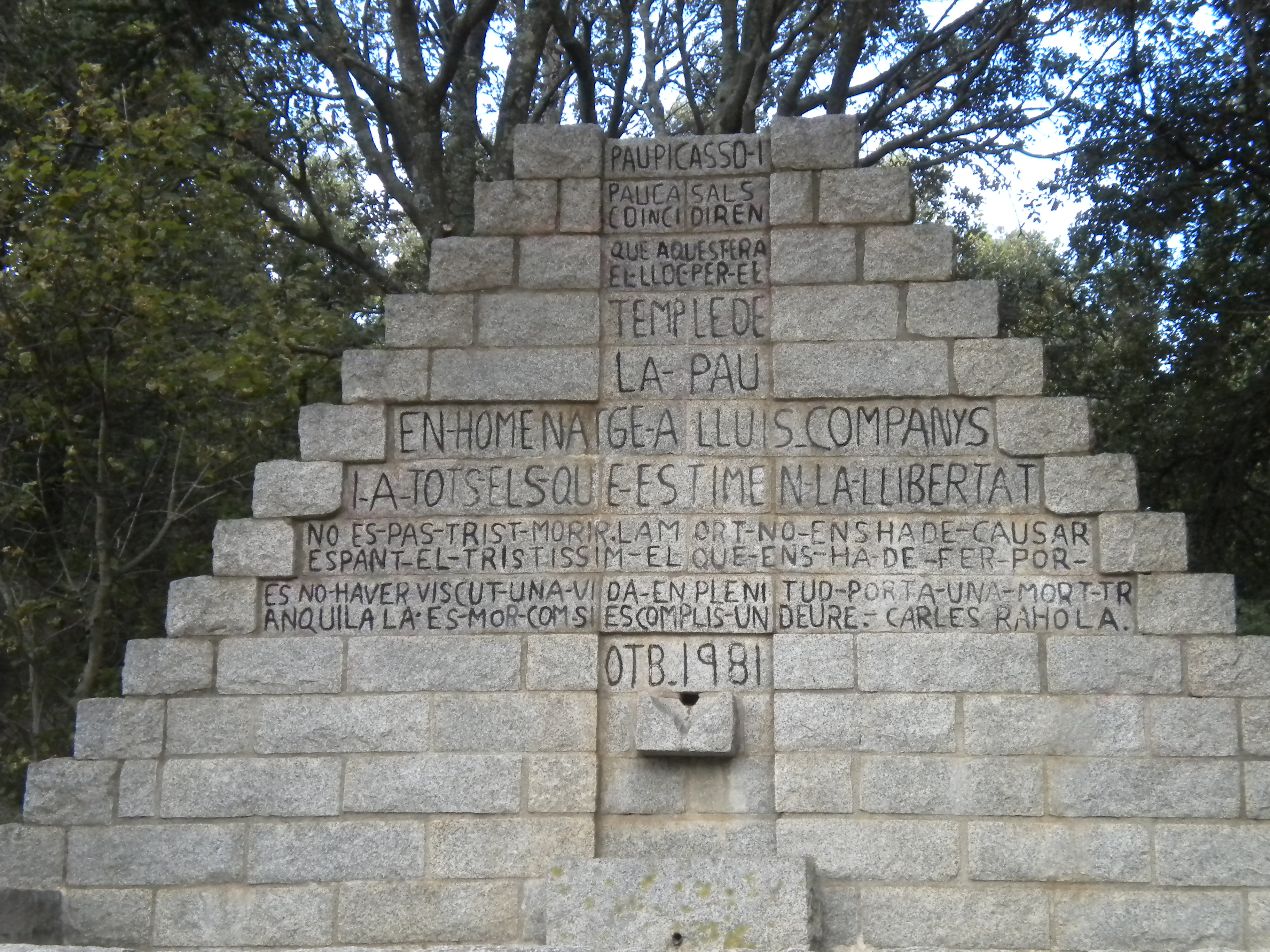
Monument en homenatge a Lluís Companys al Coll de Manrella.

L'octubre del 1944, quatre anys després de la seva mort, s'inaugura a Montevideo (Uruguai), la plaça Lluís Companys, on a més s'erigeix un monument en la seva memòria. L'agrupació catalana de Convergència a l'Uruguai celebra cada any un acte commemoratiu en homenatge a l'expresident de la Generalitat.
Molts pobles, viles i ciutats avui dia, tenen carrers i avingudes en el seu nom. A Barcelona el Passeig Lluís Companys i l'Estadi Olímpic de Montjuïc porten el nom de «Lluís Companys» en honor seu. També a Girona, Lleida o Tarragona, entre moltes altres poblacions hi ha places i avingudes que porten el seu nom.
L'any 2014 s'inaugurà al seu poble natal, El Tarròs, el centre d'interpretació Espai Lluís Companys, amb una exposició permanent dedicada a la seva figura, obra i context històric.
El 26 de maig del 2017 s'inaugurava a Besalú el memorial “Roses blanques per a Companys”,  obra de l'artista Duaita Prats. El monument evocava els darrers moments de Lluís Companys a través de les paraules més conegudes del seu testament, i d'un poema visual que mostra les espardenyes que es va treure abans de ser afusellat, les seves petjades a terra i un ram de roses blanques com ofrena permanent. A la llosa, al costat d'un dibuix de la seva cara, es pot llegir: "Donaré gràcies a Déu que m'hagi procurat una mort tan bella pels ideals. La meva petitesa no podia esperar una fi més digna. Per Catalunya i el que representa de Pau, Justícia i Amor". El memorial va ser inaugurat pel llavors President de la Generalitat de Catalunya, Carles Puigdemont, en un discurs carregat d'emocions i d'honors al MHP executat.
El 15 d'octubre de 2020, coincidint amb el vuitantè aniversari del seu afusellament, s'instal·là una llamborda stolpersteine en record de Companys davant del Palau de la Generalitat de Catalunya. La iniciativa fou endegada el 2017 per l'Associació Colònia-Barcelona (ciutats agermanades) que en proposà la seva execució al Memorial Democràtic de Catalunya. El febrer del 2018, Gunter Demnig, creador del projecte stolpersteine, ja havia creat la llamborda de Lluís Companys, malauradament, l'Ajuntament de Barcelona no n'autoritzà la seva col·locació fins al 2020.

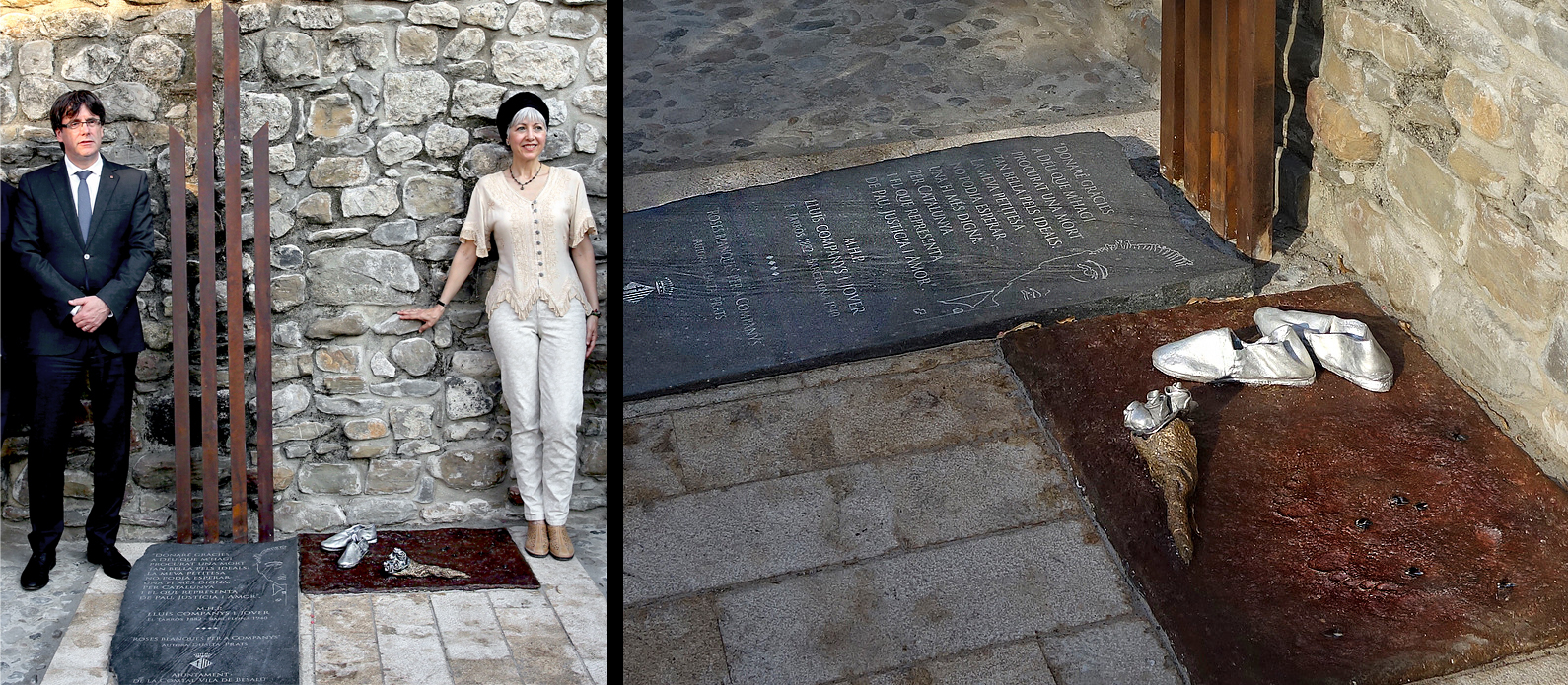
Memorial a Lluís Companys, situat al barri vell de Besalú. "Roses blanques per a Companys" és obra de Duaita Prats i va ser inaugurada pel MHP Carles Puigdemont el maig de 2017.

A més a més d'aquests homenatges oficials, normalment, cada 15 d'octubre a trenc d'alba, moltes seccions locals d'ERC llencen coets en memòria del President i són habituals els homenatges florals a molts pobles de Catalunya amb la frase mítica de Companys: "Tornarem a lluitar, tornarem a sofrir, tornarem a vèncer".

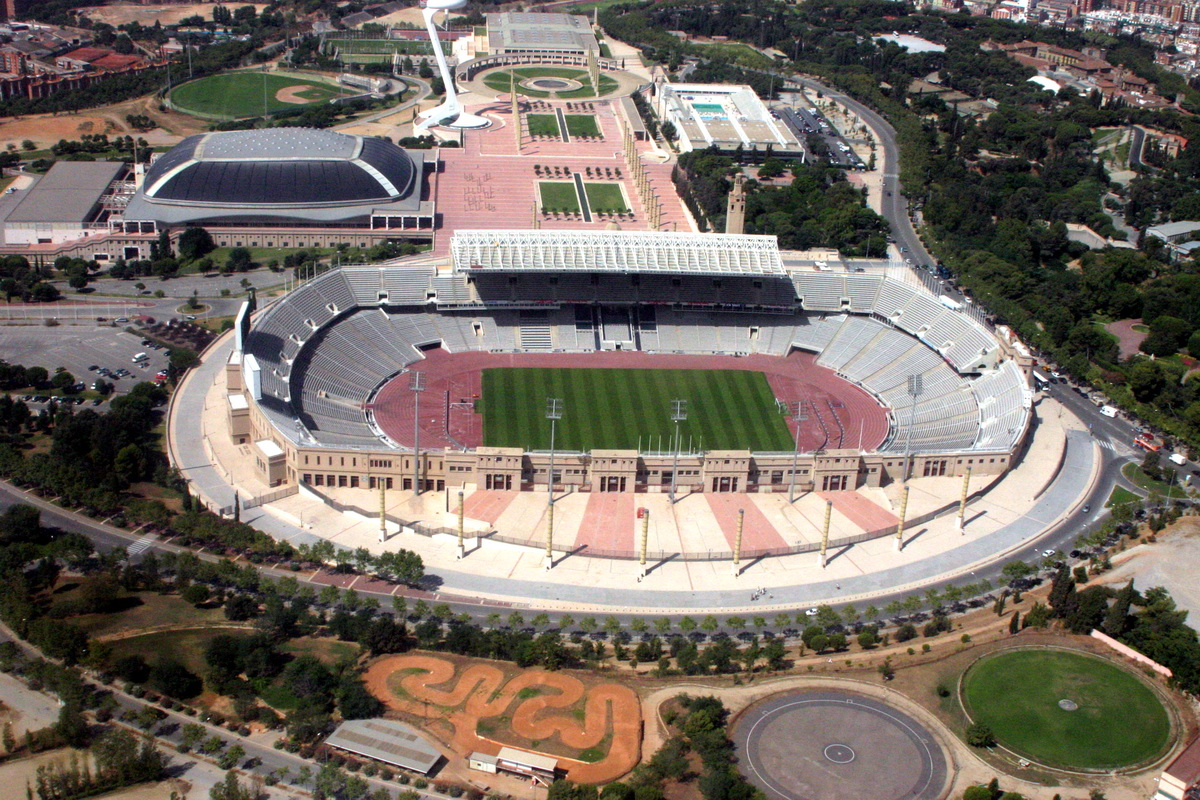
Estadi olímpic Lluís Companys

## Fons personal
El seu fons personal es conserva a l'Arxiu Nacional de Catalunya. El fons conté la documentació generada i rebuda per Lluís Companys, Carme Ballester, Maria Lluïsa Gally (neta de Lluís Companys) i Maria Companys i Micó. En destaca especialment la documentació personal i familiar, que inclou documents identificatius del polític, fotografies, correspondència (cartes i notes manuscrites del president) i poemes de Carme Ballester. Cal remarcar la documentació relacionada amb l'empresonament, el consell de guerra i l'afusellament de Lluís Companys al castell de Montjuïc: ordre de processament, correspondència, signatures de condol. I finalment, la documentació que testimonia diversos actes d'homenatge al polític.
A més, al CRAI Biblioteca del Pavelló de la República hi ha dipositada una altra part del seu fons personal, la qual consta de correspondència d'ell i sobre ell, així com discursos i declaracions entre 1936 i 1938.